# Hal Duncan
Hal Duncan – szkocki autor science fiction i fantasy zamieszkały w Glasgow, absolwent Glasgow University. Jego pierwsza powieść, Welin, ukazała się w sierpniu 2005 i została przetłumaczona na kilka innych języków oraz nominowana do Nagrody World Fantasy i Nagrody Locusa. Atrament, kontynuacja Welinu, ukazał się w lutym 2007.

## Twórczość
- Welin. Księga wszystkich godzin 1(inne języki) (ang. Vellum, wydanie oryginalne: sierpień 2005, wyd. Macmillan; wydanie polskie: październik 2006, wyd. MAG)
- Atrament. Księga wszystkich godzin 2(inne języki) (ang. Ink, wydanie oryginalne: luty 2007, wyd. Macmillan; wydanie polskie: sierpień 2007, wyd. MAG)
- Ucieczka z piekła (ang. Escape From Hell!, wydanie oryginalne: 2008, wyd. monkeybrain books; wydanie polskie: Fantastyka – wydanie specjalne, nr 4/2009)

Duncan w dyptyku Księga wszystkich godzin inspiruje się bardziej dziełami James Joyce’a niż utworami innych autorów science fiction. Choć podobnie jak Joyce nawiązuje do mitów starożytnych cywilizacji (sumeryjskiej, greckiej), nie próbuje ich przedstawiać w nowy sposób, ale bohaterów i narrację tworzy według pewnego algorytmu. W tekstach świadomie posługuje się terminologią memetyczną, traktując ewoluujące memy jako samolubne replikatory pasożytujące na ludzkich umysłach oraz pisząc o broni memowej.